# Майлінда Келменді
Майлінда Келменді (9 травня 1991) — дзюдоїстка з Педжа, Косово, олімпійська чемпіонка, дворазова чемпіонка світу, триразова чемпіонка Європи.

## Виступи на Олімпіадах
| Олімпіада   | Збірна  | Дисципліна | Місце |
| ----------- | ------- | ---------- | ----- |
| Лондон 2012 | Албанія | До 52 кг   | 9-16  |
| Ріо 2016    | Косово  | До 52 кг   | 1     |
| Токіо 2020  | Косово  | До 52 кг   | 17    |

## Зовнішні посилання
- Majlinda Kelmendi (IJF) (англ.). judoinside.com. Процитовано 9 травня 2013.
- Majlinda Kelmendi Biography and Olympic Results (англ.). Sports-Reference.com. Процитовано 9 травня 2013.